# خوردگی شیاری

## خوردگی شیاری( crevice corrosion )
اکثرا در شیار ها و نواحی دیگری روی سطح فلز که حالت مرده دارند و در معرض محیط خورنده قرار دارند ، خوردگی موضعی شدیدی اتفاق می افتد .این نوع خوردگی معمولا همراه حجم های کوچک محلول ها یا مایعات که در اثر وجود سوراخ ، سطوح واشر ها ، محل روی هم قرار گرفتن دو فلز (lap joint) ، رسوبات سطحی و شیار های زیر پیچ ، مهره ها و میخ پرچ ها ساکن شده اند یا به اصطلاح حالت مرده پیدا کرده اند ، می باشد در نتیجه این نوع خوردگی را خوردگی شیاری (به انگلیسی: Crevice corrosion) یا گاهی اوقات خوردگی لکه ای یا واشری نیز می نامند .
خوردگی شیاری در واقع گونه‌ای از خوردگی‌ست که واکنش آندی آن درون شیاری در سطح که تماس چندانی با بیرون ندارد رخ می‌دهد. شیار می‌تواند جای وصل‌شدن دو قطعه مانند پیچ یا واشر، درز و هرگونه جایی که الکترولیت بتواند در آن راکد بماند است.

## مکانیزم
تا همین اواخر عقیده برآن بود که خوردگی شیاری صرفا بر اثر اختلاف غلظت یون فلز یا اکسیژن بین داخل شیار و محیط اطرافش می باشد . در نتیجه اصطلاح پیل غلظتی(سلول غلظتی) نیز برای مشخص کردن این نوع خوردگی به کار رفته است . مطالعات جدید تر نشان داده است که اگرچه اختلاف غلظت یون فلز و اکسیژن در خوردگی شیاری وجود دارد ، لکن علل اساسی و اصلی این نوع خوردگی نیستند .
مکانیزم خوردگی شیاری مشتمل بر واکنش کلی انحلال فلز(مثلا M ) و احیاء اکسیژن به  یون های هیدروکسید می باشد .
ابتدا این واکنش ها به طور یکنواخت روی تمام سطح فلز واقع می شوند ، از جمله داخل شیار . اصل بقای بار الکتریکی در فلز و در داخل محلول بر قرار است . هر الکترونی که در اثر تشکیل یون فلز به وجود می آید ، به سرعت بوسیله واکنش احیاء اکسیژناکسایش-کاهش مصرف می شود . همچنین به ازای هر یون فلز در محلول ، یک یون هیدروکسید به وجود می آید .بعد از یک زمان کوتاه به علت ساکن بودن محلول در شیار و عدم دسترسی آن به کل محلول یا عدم کنوکسیون محلول در داخل شیار ، اکسیژن داخل شیار تمام می شود ؛ لذا در این ناحیه دیگر احیاء اکسیژن صورت نمی گیرد . البته این مسئله به تنهایی هیچگونه تغییری در کل خوردگی نمی دهد . چون سطح داخلی شیار معمولا نسبت به سطح بیرونی فلز خیلی کوچک است ، سرعت کلی احیاء اکسیژن تقریبا ثابت می ماند . بنابراین سرعت خوردگی شیاری نسبت به موقعی که اصلا شیاری وجود نداشته باشد ، یکی خواهد بود .
تخلیه یا تمام شدن اکسیژن داخل شیار دارای یک تاثیر غیر مستقیم مهم می باشد که با ادامه خوردگی مهم تر می شود . بعد از تمام شدن اکسیژن در داخل شیار ، احیاء اکسیژن صورت نمی گیرد در حالیکه حل شدن فلز M در داخل شیار همچنان ادامه می یابد .
بنابراین تجمعی از بارهای مثبت در محلول داخل شیار به وجود می آید که لزوما با مهاجرت یون های منفی کلر محلول به داخل شیار بایستی خنثی گردد . ( البته یون های هیدروکسید نیز از خارج شیار به داخل آن مهاجرت می کنند ولی این یونها موبیلیتی تحرک‌پذیری کمتری نسبت به یونهای کلر دارند و در نتیجه آهسته تر حرکت می کنند .) در نتیجه غلظت کلرور فلز در داخل شیار افزایش می یابد . به استثنای فلزات قلیایی ( مانند سدیم و پتاسیم ) نمک های فلزی شامل کلرور ها و سولفات ها در آب هیدرولیز می شوند .
معادله بالا نشان می دهد که محلول آبی کلرورهای فلزات در آب تجزیه شده و هیدروکسید نامحلول و اسید آزاد به وجود می آورد . بنا به دلایلی ، هم یون کلر و هم یون هیدروژن سرعت خوردگی اکثر فلزات و آلیاژ ها را افزایش می دهند . همانطور که در معادله بالا دیده می شود ، این دو نوع یون بدلیل مهاجرت و هیدرولیز در شکاف ها و شیار ها وجود دارند و در نتیجه باعث افزایش سرعت حل شدن فلز M خواهند شد .
در خوردگی شیاری ،  سطوح مجاور شیار به طریق کاتدی محافظت حفاظت کاتدی می شوند ؛ بنابراین در مرحله خوردگی شیاری ، خوردگی در شیار متمرکز است در حالیکه سطوح اطراف شیار یا اصلا خورده نمی شوند یا خیلی کم خورده می شوند .
این نوع خوردگی در اکثر محیط ها اتفاق می افتد ، اما در محیط هایی که محتوی کلرور باشند ، بسیار شدید تر است . نهایتا یک دوره طولانی تاخیر برای خوردگی شیاری وجود دارد . بعضی اوقات شش ماه تا یک سال لازم است تا خوردگی شروع شود لکن موقعی که شروع شد ، با سرعتی که دائما افزایش می یابد ، جلو می رود .
فلزات یا آلیاژ هایی که مقاومت خوردگی آنها در اثر پوسته های اکسیدی یا لایه های غیرفعال روی سطح آنهاست ، بیشتر در معرض این نوع خوردگی قرار می گیرند چرا که این پوسته ها بوسیله غلظت های بالای یون های کلر و هیدروژن از بین می روند و سرعت انحلال به شدت افزایش می یابد . بعنوان مثال ، آلومینیوم به علت لزوم پوسته Al2O3  برای محافظت از آن ، از نظر خوردگی شیاری ضعیف می باشد .
پهنای دهانه شیار نیز فاکتور مهمی در خوردگی شیاری محسوب می شود . تمامی فلزات و آلیاژها برای خوردگی شیاری مستعد هستند مشروط بر اینکه پهنای دهانه شیار به اندازه کافی باریک باشد ( مثلا یک میکرون یا کمتر) . در نتیجه مقدار پهنای دهانه شیار برای یک آلیاژ می تواند مبنایی برای تخمین مقاومت احتمالی آن در برابر خوردگی شیاری باشد .

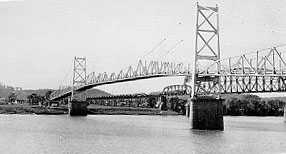
سیلور بریج پیش از ریزش

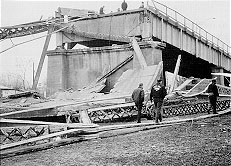
ریزش سیلور بریج

برای رخ‌دادن این گونه خوردگی بایستی ماده بتواند رویین شود و یون مهاجم که اغلب هالید (مانند Cl-‎ و Br-‎)است، موجود باشد. نخست درون شیار در اثر واکنش کاتدی، اکسیژن مصرف می‌شود و چون دسترسی اکسیژن به درون موجود نیست، واکنش آندی خورده‌شدن فلز درون شیار رخ می‌دهد و غلظت یون‌های مثبت افزایش می‌یابد و این باعث رانش یون‌های منفی مانند هالید‌ها و OH-‎ به درون می‌شود و با هیدرولیز شدن کاتیون‌ها، پ‌هاش کاهش یافته و شیار اسیدی می‌شود. لایه رویین نابود می‌شود و فرایند هیدرولیز شدن و کاهش پ‌هاش فلز را می‌خورد.
از آنجا که فولادهای زنگ‌نزن می‌توانند رویین شوند، این خوردگی فراوان‌ترین گونه در بین آن‌ها در آب دریاست. این نوع خوردگی در محل‌های اتصال پیچ مهره ترک‌های سطحی می‌توان یافت.

## فاکتورهای محیطی
مثال هایی از رسوباتی که ممکن است باعث خوردگی شیاری ( خوردگی لکه ای ) بشوند عبارتند از ماسه ، کثافات ، محصولات خوردگی و جامدات دیگر .
رسوب به عنوان یک مانع عمل می کند و در زیر آن محلول به صورت ساکن در می آید . رسوبات می توانند محصولا خوردگی نیز باشند .
تماس بین سطوح فلز و غیر فلز نیز می تواند باعث خوردگی شیاری گردد . این حالت در مورد بعضی واشر ها پیش می آید . مثال هایی از اینگونه واشر ها که میتوانند باعث این نوع خوردگی شوند عبارتند از چوب ، پلاستیک ، لاستیک ، شیشه ، بتن ، آزبست ، موم و پارچه .
فولاد های زنگ نزن به طور ویژه مستعد خوردگی شیاری هستند . مثلا یک ورقه فولاد زنگ نزن را می توان با قرار دادن یک کش لاستیکی به دور آن و سپس فرو بردن آن در آب دریا از وسط به دو نیم کرد .  خوردگی شیاری در محل تماس لاستیک و فلز شروع شده و پیش روی می کند .
برای عمل کردن به عنوان یک محل خوردگی ، شیار باید به اندازه کافی باز باشد تا مایع بتواند داخل آن شود ، لکن بایستی آنقدر باریک نیز باشد تا یک منطقه ساکن محلول به وجود آورد . بدین دلیل است که خوردگی شیاری معمولا در شیار هایی با دهانه هایی با عرض چند هزارم اینچ یا کمتر اتفاق می افتد . این نوع خوردگی به ندرت در شیارهای بازتر( مثلا به عرض حدود سه  میلیمتر ) اتفاق می افتد . واشر های الیافی که دارای خاصیت جذب آب می باشند ، تشکیل یک محلول کاملا ساکن روی سطح فلنج داده و شرایط تقریبا ایده آلی برای خوردگی شیاری فراهم می آورند .

## شرایط مقاومت در برابر خوردگی شیاری در مورد یک فلز
- منطقه انتقال فعال به غیر فعال باریک باشد .
- دانسیته جریان بحرانی کوچک باشد .
- منطقه غیرفعال وسیع باشد .

تیتانیم و آلیاژهای پرنیکل دارای این خصوصیات می باشند لذا مقاومت در برابر خوردگی شیاری بالای دارند . در مقابل ، فولاد زنگ نزن نوع 430 بدلیل داشتن دانسیته جریان بحرانی بالا ، منطقه وسیع انتقال فعال به غیرفعال و منطقه غیرفعال محدود ، به شدت برای خوردگی شیاری مستعد می باشند.

## مبارزه با خوردگی شیاری
روش های مبارزه با خوردگی شیاری یا حداقل کردن آن به شرح زیر است :
1. در تجهیزات به جای پرچکاری یا استفاده از پیچ و مهره ، از جوشکاری استفاده شود . لازم است جوش ها سالم و بی عیب باشند و نفوذ کامل مذاب به داخل درز جوش صورت گیرد تا از به وجود آمدن حفره و شیار در طرف دیگر خط جوش جلوگیری گردد .
2. شیار ها در محل روی هم قرار گرفتن دو فلز با جوشکاری مداوم و یا لحیم کاری پوشانده شوند .
3. تانک ها و مخازن به گونه ای طراحی شوند که هنگام تخلیه هیچگونه مایعی در داخل آنها باقی نماند . تخلیه کامل ، شستشو و تمیز کردن را آسان تر می سازد و از ته نشین شدن جامدات و تجمع آنها در کف مخزن جلوگیری می کند .
4. تجهیزات هر چند وقت یکبار به طور منظم بازرسی شده و رسوبات تمیز شوند .
5. از بین بردن جامدات معلق در فرایند های اولیه در سیکل کارخانه .
6. حذف مواد جاذب رطوبت و ایجاد محیط یکنواخت .
7. استفاده از واشر های جامدی که جاذب رطوبت نیستند مانند تفلون .
8. استفاده از جوشکاری در صفحه لوله ها به جای پرس کردن .